# 東和フードサービス
東和フードサービス株式会社（とうわフードサービス、英: TOWA FOOD SERVICE CO.,LTD.）は、東京都港区に本社を置く外食チェーン店を展開する企業。

## 展開店舗
- 椿屋珈琲
- ツバキcafe
- Ducky Duck
- Egg Egg キッチン
- Cheese Egg Garden
- イタリアンダイニングDoNA
- ぱすたかん・こてがえし
- カフェグレ(閉店)
- Cafe Coconuts(閉店)
- アリスカフェ by Ducky Duck(閉店)

## 沿革
- 1974年 - 東和産業株式会社を設立。
- 1983年 - ｢ダッキーダック｣1号店を新宿にオープン。｢ぱすたかん｣本格スタート。
- 1984年 - 渋谷ダッキープラザビル竣工。
- 1986年 - セントラルキッチン　深川センターが完成。
- 1993年 - ｢スパゲッティ屋ダッキーダック｣1号店を渋谷にオープン。※現在のイタリアンダイニングDoNA
- 1996年 - 「椿屋珈琲」の初店舗となる｢銀座七丁目花椿通り　椿屋珈琲店｣をオープン。
- 1999年5月1日 - 東和産業株式会社のフード部門を東和フードサービス株式会社へ分社。
- 2004年7月14日 - JASDAQに上場。
- 2009年 - 本社を東京都港区に移転。
- 2011年 - 東和J’Sグループ 2011年度 省エネ大賞｢資源エネルギー庁長官賞｣を受賞。
- 2015年 - 国際標準規格 ISO22000(食品安全マネジメントシステム)の認証を取得。
- 2019年 - 代表取締役社長CEOに岸野 誠人が就任。資本金を1億円に減資。
- 2020年 - 資本金を5,000万円に減資。
- 2022年 - 東京証券取引所の市場区分見直しにより、東京証券取引所JASDAQ(スタンダード)からスタンダード市場へ移行。
- 2023年 - ｢椿屋珈琲グループアプリ｣をリリース。

## 関連文献
- “（新社長）東和フードサービス　岸野誠人氏”. 日本経済新聞 (2018年7月26日). 2023年7月27日閲覧。
- “『椿屋珈琲』『ダッキーダック』など111店舗の飲食店で 利用可能な『椿屋珈琲グループアプリ』に『betrend』が採用～店舗・ネットショップ共通ポイントで利便性を向上～”. ソーシャルワイヤープレスリリース/ニュースリリース配信サービス【アットプレス】 (2023年4月14日). 2023年7月27日閲覧。